# Московский собор (1441)
Моско́вский собо́р 1441 го́да — собор духовенства Русской церкви, осудивший митрополита Исидора, сторонника Флорентийской унии 1439 года между Православной и Католической церквами. 
В марте 1441 года действующий глава Киевской митрополии митрополит Исидор вернулся в Москву после участия в Ферраро-Флорентийском соборе, на котором была заключена уния между Римской и Константинопольской церквами. Греческий митрополит отслужил литургию в Успенском соборе, на которой зачитал буллу папы римского Евгения IV об объединении церквей. Такое поведение митрополита вызвало негодование князя Василия II, который приказал заключить Исидора под стражу в Чудовом монастыре, до тех пор пока великий князь не получит разъяснений из Константинополя.
После оглашения папской буллы по инициативе Василия II в Москве был созван церковный собор для оценки совершившейся унии. В работе Московского собора приняли участие митрополит Исидор и епископы Северо-Восточной Руси: Ефрем Ростовский, Авраамий Суздальский, Иона Рязанский, Варлаам Коломенский, Иов Сарайский и Герасим Пермский, а также несколько десятков монахов. В ходе работы Московского собора русские епископы отвергли письмо папы об оказании помощи Исидору в укреплении унии. Иерархи приняли решение об обращении в Константинополь с просьбой поставить нового митрополита. Русским епископам не удалось заставить Исидора отказаться от идеологии унии. 15 сентября 1441 года митрополит бежал из Москвы.
По мнению церковного историка Владислава Петрушко, Московский собор 1441 года стал первой отрицательной реакцией на Флорентийскую унию в православном мире. Проведение Московского собора 1441 года вызвало одобрение афонских монахов, не принявших унию. В 1442 году монахи обратились с письмом к Василию II, в котором заявили, что Московский собор ободрил противников унии в Византии и попросили помощи в борьбе с императором и патриархом. Петрушко называет Русскую митрополию, наряду с главным противником унии Марком Эфесским и афонскими монахами, в качестве главных сил, сохранивших верность православию в Константинопольской церкви. Несмотря на однозначное осуждение Исидора и унии с католиками, русские епископы не осмелились судить его вопреки канонам и разрывать общение с Константинополем. Об этом пишет историк Дмитрий Оболенский:

После побега Исидора из Москвы русские могли порвать всякие канонические сношения с патриархом на том основании, что, признав Флорентийскую унию, он стал еретиком, и затем самостоятельно избрать себе нового предстоятеля. Но этот путь был слишком революционным для консервативных и законопослушных московских церковников. Нет никаких оснований предполагать, что в 1441 г. русские всерьез обдумывали шаг, который поставил бы их вне их матери-Церкви... На деле они прибегли к другому образу действий: выигрывая время, делать вид, что они игнорируют унию Греческой и Латинской церквей, и добиваться между тем от Константинополя разрешения выбрать и рукоположить себе митрополита на Руси, в надежде, что противники унии в Византии, чье влияние, как известно, было преобладающим, вскоре обеспечат себе контроль над правительством.
Российский публицист и богослов Андрей Кураев, ссылаясь на исследования историков Е. Е. Голубинского и Б. Н. Флоря считает, что Московский собор 1441 года не осудил унию, а князь Василий II всего лишь попросил у Константинополя «простую справку — подтверждение или опровержение полномочий Исидора и его рассказов о Флорентийском соборе». Кураев пишет, что несмотря на решения собора, реального разрыва с униатским Константинополем не последовало, а Москва не сделала ничего «для вразумления заблудших»:

В годы реальной константинопольской унии (1441—1453) в Москве еще не было провозглашено автокефалии. Да, ответом на унию был изгнание Исидора. Да, ответом на унию было самостоятельное избрание митрополита. Но ни то, ни другое еще не понималось как разрыв кириархальных отношений с Константинополем.